# ノーベル生理学・医学賞
ノーベル生理学・医学賞（ノーベルせいりがく・いがくしょう、スウェーデン語: Nobelpriset i fysiologi eller medicin）は、ノーベル賞の部門の一つ。

## 概要

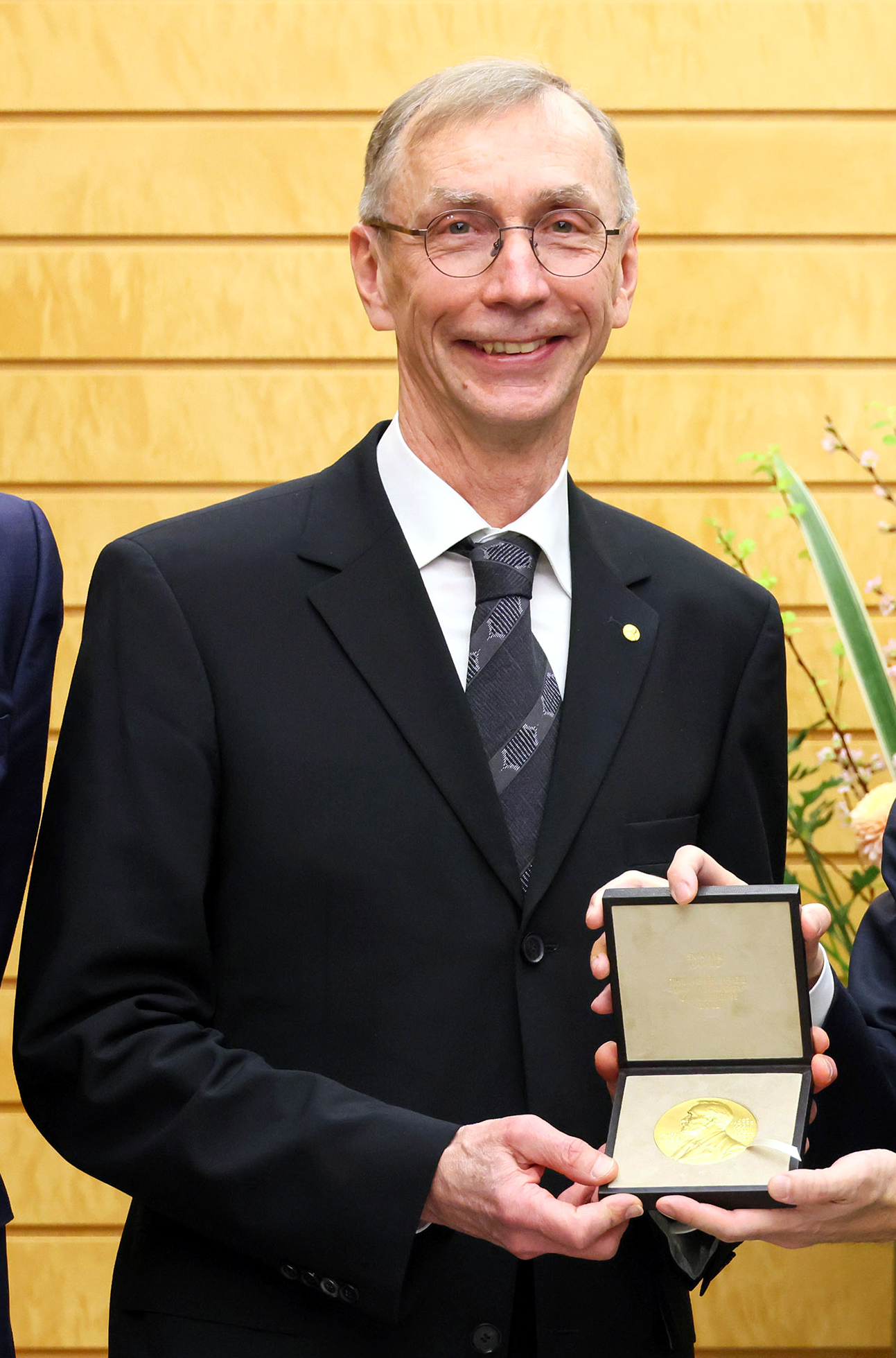
ノーベル生理学・医学賞のメダルを披露するスバンテ・ペーボ（2023年2月1日、東京都千代田区にて）

「生理学および医学の分野で最も重要な発見を行った」人物に与えられる。選考はカロリンスカ研究所のノーベル委員会が行う。
ノーベル生理学・医学賞のメダルは、表面にはアルフレッド・ノーベルの横顔（各賞共通）、裏面には膝の上に本を広げつつ、病気の少女のために岩から流れる水を汲んでいる医者の姿がデザインされている。

## 歴代受賞者

### 1900年代
| 年度   | 受賞者名 | 受賞者名                                                              | 国籍           | 受賞理由 |
| ------ | -------- | --------------------------------------------------------------------- | -------------- | --- |
| 1901年 |          | エミール・アドルフ・フォン・ベーリング                                | ドイツ帝国     | 血清療法の研究、特にジフテリアに対するものによって、医学の新しい分野を切り開き、生理学者の手に疾病や死に勝利しうる手段を提供したこと。 |
| 1902年 |          | ロナルド・ロス Ronald Ross                                            | イギリス       | マラリアの研究によってその感染経路を示し、疾病やそれに対抗する手段に関する研究の基礎を築いたこと                                       |
| 1903年 |          | ニールス・フィンセン Niels Ryberg Finsen                              | デンマーク     | 疾病の治療法への寄与、特に尋常性狼瘡への光線治療法によって、医学の新しい領域を開拓したこと                                             |
| 1904年 |          | イワン・パブロフ Ivan Petrovich Pavlov                                | ロシア帝国     | 消化生理の研究により、その性質に関する知見を転換し拡張したこと                                                                         |
| 1905年 |          | ロベルト・コッホ Robert Koch                                          | ドイツ帝国     | 結核に関する研究と発見 |
| 1906年 |          | カミッロ・ゴルジ Camillo Golgi                                        | イタリア王国   | 神経系の構造研究 |
| 1906年 |          | サンティアゴ・ラモン・イ・カハール Santiago Ramón y Cajal             | スペイン王国   | 神経系の構造研究 |
| 1907年 |          | シャルル・ルイ・アルフォンス・ラヴラン Charles Louis Alphonse Laveran | フランス共和国 | 疾病発生における原虫類の役割に関する研究                                                                                               |
| 1908年 |          | イリヤ・メチニコフ Ilya Ilyich Mechnikov                              | ロシア帝国     | 免疫の研究 |
| 1908年 |          | パウル・エールリヒ Paul Ehrlich                                       | ドイツ帝国     | 免疫の研究 |
| 1909年 |          | エーミール・コッハー Emil Theodor Kocher                              | スイス         | 甲状腺の生理学、病理学および外科学的研究                                                                                               |

### 1910年代
| 年度   | 受賞者名   | 受賞者名                                         | 国籍                         | 受賞理由                                                            |
| ------ | ---------- | ------------------------------------------------ | ---------------------------- | ------------------------------------------------------------------- |
| 1910年 |            | アルブレヒト・コッセル Albrecht Kossel           | ドイツ帝国                   | 核酸物質 を含む、タンパク質に関する研究による細胞化学の知見への寄与 |
| 1911年 |            | アルヴァル・グルストランド Allvar Gullstrand     | スウェーデン                 | 眼の屈折機能に関する研究                                            |
| 1912年 |            | アレクシス・カレル Alexis Carrel                 | フランス共和国               | 血管縫合および臓器の移植に関する研究                                |
| 1913年 |            | シャルル・ロベール・リシェ Charles Robert Richet | フランス共和国               | アナフィラキシーの研究                                              |
| 1914年 |            | ローベルト・バーラーニ Róbert Bárány             | オーストリア＝ハンガリー帝国 | 内耳系の生理学および病理学に関する研究                              |
| 1915年 | 受賞者なし | 受賞者なし                                       | 受賞者なし                   | 受賞者なし                                                          |
| 1916年 | 受賞者なし | 受賞者なし                                       | 受賞者なし                   | 受賞者なし                                                          |
| 1917年 | 受賞者なし | 受賞者なし                                       | 受賞者なし                   | 受賞者なし                                                          |
| 1918年 | 受賞者なし | 受賞者なし                                       | 受賞者なし                   | 受賞者なし                                                          |
| 1919年 |            | ジュール・ボルデ Jules Bordet                    | ベルギー                     | 免疫に関する諸発見                                                  |

### 1920年代
| 年度   | 受賞者名   | 受賞者名                                                              | 国籍           | 受賞理由                                         |
| ------ | ---------- | --------------------------------------------------------------------- | -------------- | ------------------------------------------------ |
| 1920年 |            | アウグスト・クローグ Schack August Steenberg Krogh                    | デンマーク     | 毛細血管運動に関する調整機構の発見               |
| 1921年 | 受賞者なし | 受賞者なし                                                            | 受賞者なし     | 受賞者なし                                       |
| 1922年 |            | アーチボルド・ヒル Archibald Vivian Hill                              | イギリス       | 筋肉中の熱生成に関する発見                       |
| 1922年 |            | オットー・マイヤーホフ Otto Fritz Meyerhof                            | ドイツ国       | 筋肉における乳酸生成と酸素消費の固定的関連の発見 |
| 1923年 |            | フレデリック・バンティング Frederick Grant Banting                    | カナダ         | インスリンの発見                                 |
| 1923年 |            | ジョン・ジェームズ・リチャード・マクラウド John James Rickard Macleod | イギリス       | インスリンの発見                                 |
| 1924年 |            | ウィレム・アイントホーフェン Willem Einthoven                         | オランダ       | 心電図の機構の発見                               |
| 1925年 | 受賞者なし | 受賞者なし                                                            | 受賞者なし     | 受賞者なし                                       |
| 1926年 |            | ヨハネス・フィビゲル Johannes Andreas Grib Fibiger                    | デンマーク     | 寄生虫発がん説に関する研究                       |
| 1927年 |            | ユリウス・ワーグナー＝ヤウレック Julius Wagner-Jauregg                | オーストリア   | 麻痺性痴呆に対するマラリア接種の治療効果の発見   |
| 1928年 |            | シャルル・ジュール・アンリ・ニコル Charles Jules Henri Nicolle        | フランス共和国 | チフスに関する研究                               |
| 1929年 |            | クリスティアーン・エイクマン Christiaan Eijkman                       | オランダ       | 抗神経炎ビタミン の発見                          |
| 1929年 |            | フレデリック・ホプキンズ Frederick Gowland Hopkins                    | イギリス       | 成長促進ビタミン の発見                          |

### 1930年代
| 年度   | 受賞者名 | 受賞者名                                                        | 国籍                                          | 受賞理由                                                            |
| ------ | -------- | --------------------------------------------------------------- | --------------------------------------------- | ------------------------------------------------------------------- |
| 1930年 |          | カール・ラントシュタイナー Karl Landsteiner                     | オーストリア                                  | ヒトの血液型の発見                                                  |
| 1931年 |          | オットー・ワールブルク Otto Heinrich Warburg                    | ドイツ国                                      | 呼吸酵素の特性および作用機構の発見                                  |
| 1932年 |          | チャールズ・シェリントン Charles Scott Sherrington              | イギリス                                      | 神経細胞の機能に関する発見                                          |
| 1932年 |          | エドガー・エイドリアン Edgar Douglas Adrian                     | イギリス                                      | 神経細胞の機能に関する発見                                          |
| 1933年 |          | トーマス・ハント・モーガン Thomas Hunt Morgan                   | アメリカ合衆国                                | 遺伝における染色体の役割に関する発見                                |
| 1934年 |          | ジョージ・H・ウィップル George Hoyt Whipple                     | アメリカ合衆国                                | 貧血に対する肝臓療法に関する発見                                    |
| 1934年 |          | ジョージ・リチャーズ・マイノット George Richards Minot          | アメリカ合衆国                                | 貧血に対する肝臓療法に関する発見                                    |
| 1934年 |          | ウィリアム・P・マーフィ William Parry Murphy                    | アメリカ合衆国                                | 貧血に対する肝臓療法に関する発見                                    |
| 1935年 |          | ハンス・シュペーマン Hans Spemann                               | ドイツ国                                      | 胚発生における誘導作用の発見                                        |
| 1936年 |          | ヘンリー・ハレット・デール Henry Hallett Dale                   | イギリス                                      | 神経刺激の化学的伝達に関する発見                                    |
| 1936年 |          | オットー・レーヴィ Otto Loewi                                   | アメリカ合衆国 · （ ドイツ オーストリア出身） | 神経刺激の化学的伝達に関する発見                                    |
| 1937年 |          | アルベルト・セント＝ジェルジ Albert Szent-Györgyi de Nagyrápolt | ハンガリー王国                                | 生物学的燃焼過程、特にビタミンCおよびフマル酸の触媒作用に関する発見 |
| 1938年 |          | コルネイユ・ハイマンス Corneille Jean François Heymans          | ベルギー                                      | 呼吸調節における静脈洞と大動脈機構の役割の発見                      |
| 1939年 |          | ゲルハルト・ドーマク Gerhard Domagk                             | ドイツ国                                      | プロントジルの抗菌効果の発見                                        |

### 1940年代
| 年度   | 受賞者名   | 受賞者名                                                 | 国籍                                     | 受賞理由                                                       |
| ------ | ---------- | -------------------------------------------------------- | ---------------------------------------- | -------------------------------------------------------------- |
| 1940年 | 受賞者なし | 受賞者なし                                               | 受賞者なし                               | 受賞者なし                                                     |
| 1941年 | 受賞者なし | 受賞者なし                                               | 受賞者なし                               | 受賞者なし                                                     |
| 1942年 | 受賞者なし | 受賞者なし                                               | 受賞者なし                               | 受賞者なし                                                     |
| 1943年 |            | カール・ピーター・ヘンリク・ダム Henrik Carl Peter Dam   | デンマーク                               | ビタミンKの発見                                                |
| 1943年 |            | エドワード・アダルバート・ドイジー Edward Adelbert Doisy | アメリカ合衆国                           | ビタミンKの化学的性質の発見                                    |
| 1944年 |            | ジョセフ・アーランガー Joseph Erlanger                   | アメリカ合衆国                           | 個々の神経繊維の高度に分化された機能に関する諸発見             |
| 1944年 |            | ハーバート・ガッサー Herbert Spencer Gasser              | アメリカ合衆国                           | 個々の神経繊維の高度に分化された機能に関する諸発見             |
| 1945年 |            | アレクサンダー・フレミング Alexander Fleming             | イギリス                                 | ペニシリンの発見、および種々の伝染病に対するその治療効果の発見 |
| 1945年 |            | エルンスト・ボリス・チェーン Ernst Boris Chain           | イギリス                                 | ペニシリンの発見、および種々の伝染病に対するその治療効果の発見 |
| 1945年 |            | ハワード・フローリー Howard Walter Florey                | オーストラリア                           | ペニシリンの発見、および種々の伝染病に対するその治療効果の発見 |
| 1946年 |            | ハーマン・J・マラー Hermann Joseph Muller                | アメリカ合衆国                           | X線照射による突然変異体発生の発見                              |
| 1947年 |            | カール・コリ Carl Ferdinand Cori                         | アメリカ合衆国 （ チェコスロバキア出身） | グリコーゲンの触媒的分解経路の発見                             |
| 1947年 |            | ゲルティー・コリ Gerty Theresa Cori                      | アメリカ合衆国 （ チェコスロバキア出身） | グリコーゲンの触媒的分解経路の発見                             |
| 1947年 |            | バーナード・ウッセイ Bernardo Alberto Houssay            | アルゼンチン                             | 脳下垂体前葉ホルモンの糖代謝における役割の発見                 |
| 1948年 |            | パウル・ヘルマン・ミュラー Paul Hermann Müller           | スイス                                   | 多数の節足動物に対するDDTの接触毒としての強力な作用の発見      |
| 1949年 |            | ヴァルター・ルドルフ・ヘス Walter Rudolf Hess            | スイス                                   | 内臓の活動を統合する間脳の機能組織の発見                       |
| 1949年 |            | アントニオ・エガス・モニス António Egas Moniz            | ポルトガル                               | ある種の精神病に対する前額部大脳神経切断の治癒的価値の発見     |

### 1950年代
| 年度   | 受賞者名 | 受賞者名                                                       | 国籍                                 | 受賞理由                                                                             |
| ------ | -------- | -------------------------------------------------------------- | ------------------------------------ | ------------------------------------------------------------------------------------ |
| 1950年 |          | エドワード・カルビン・ケンダル Edward Calvin Kendall           | アメリカ合衆国                       | 諸種の副腎皮質ホルモンの発見およびその構造と生物学的作用の発見                       |
| 1950年 |          | タデウシュ・ライヒスタイン Tadeusz Reichstein                  | スイス （ ポーランド出身）           | 諸種の副腎皮質ホルモンの発見およびその構造と生物学的作用の発見                       |
| 1950年 |          | フィリップ・ショウォルター・ヘンチ Philip Showalter Hench      | アメリカ合衆国                       | 諸種の副腎皮質ホルモンの発見およびその構造と生物学的作用の発見                       |
| 1951年 |          | マックス・タイラー Max Theiler                                 | 南アフリカ連邦                       | 黄熱およびその治療法に関する発見                                                     |
| 1952年 |          | セルマン・ワクスマン Selman Waksman                            | アメリカ合衆国 · （ ウクライナ出身） | 結核に有効な初の抗生物質であるストレプトマイシンの発見                               |
| 1953年 |          | ハンス・クレブス Hans Adolf Krebs                              | イギリス （ ドイツ出身）             | クエン酸回路の発見                                                                   |
| 1953年 |          | フリッツ・アルベルト・リップマン Fritz Albert Lipmann          | アメリカ合衆国 （ ドイツ出身）       | コエンザイムAおよびその中間代謝における重要性の発見                                  |
| 1954年 |          | ジョン・フランクリン・エンダース John Franklin Enders          | アメリカ合衆国                       | 種々の組織培地におけるポリオウイルスの生育能の発見                                   |
| 1954年 |          | トーマス・ハックル・ウェーラー Thomas Huckle Weller            | アメリカ合衆国                       | 種々の組織培地におけるポリオウイルスの生育能の発見                                   |
| 1954年 |          | フレデリック・チャップマン・ロビンス Frederick Chapman Robbins | アメリカ合衆国                       | 種々の組織培地におけるポリオウイルスの生育能の発見                                   |
| 1955年 |          | ヒューゴ・テオレル Hugo Theorell                               | スウェーデン                         | 酸化酵素の性質および作用機序の発見                                                   |
| 1956年 |          | アンドレ・フレデリック・クルナン André Frédéric Cournand       | アメリカ合衆国                       | 心臓カテーテル法、および循環器系に生ずる病理学上の変化に関する発見                   |
| 1956年 |          | ディキソン・W・リチャーズ Dickinson W. Richards                | アメリカ合衆国                       | 心臓カテーテル法、および循環器系に生ずる病理学上の変化に関する発見                   |
| 1956年 |          | ヴェルナー・フォルスマン Werner Forssmann                      | 西ドイツ                             | 心臓カテーテル法、および循環器系に生ずる病理学上の変化に関する発見                   |
| 1957年 |          | ダニエル・ボベット Daniel Bovet                                | イタリア （ スイス出身）             | ある種の体内物質の作用を阻害する合成化合物、特に血管系および骨格筋に関するものの発見 |
| 1958年 |          | ジョージ・ウェルズ・ビードル George Wells Beadle               | アメリカ合衆国                       | 遺伝子が厳密に化学過程の調節によって働くことの発見                                   |
| 1958年 |          | エドワード・ローリー・タータム Edward Lawrie Tatum             | アメリカ合衆国                       | 遺伝子が厳密に化学過程の調節によって働くことの発見                                   |
| 1958年 |          | ジョシュア・レダーバーグ Joshua Lederberg                      | アメリカ合衆国                       | 遺伝子組換えおよび細菌の遺伝物質に関する発見                                         |
| 1959年 |          | セベロ・オチョア Severo Ochoa de Albornoz                      | アメリカ合衆国 （ スペイン出身）     | リボ核酸およびデオキシリボ核酸の生合成機構の発見                                     |
| 1959年 |          | アーサー・コーンバーグ Arthur Kornberg                         | アメリカ合衆国                       | リボ核酸およびデオキシリボ核酸の生合成機構の発見                                     |

### 1960年代
| 年度   | 受賞者名 | 受賞者名                                                     | 国籍                                         | 受賞理由                                                               |
| ------ | -------- | ------------------------------------------------------------ | -------------------------------------------- | ---------------------------------------------------------------------- |
| 1960年 |          | フランク・マクファーレン・バーネット Frank Macfarlane Burnet | オーストラリア                               | 後天的免疫寛容の発見                                                   |
| 1960年 |          | ピーター・メダワー Peter Medawar                             | イギリス （ ブラジル出身）                   | 後天的免疫寛容の発見                                                   |
| 1961年 |          | ゲオルク・フォン・ベーケーシ Georg von Békésy                | アメリカ合衆国 （ ハンガリー王国出身）       | 内耳蝸牛における刺激の物理的機構の発見                                 |
| 1962年 |          | ジェームズ・ワトソン James Dewey Watson                      | アメリカ合衆国                               | 核酸の分子構造および生体の情報伝達におけるその重要性の発見             |
| 1962年 |          | フランシス・クリック Francis Harry Compton Crick             | イギリス                                     | 核酸の分子構造および生体の情報伝達におけるその重要性の発見             |
| 1962年 |          | モーリス・ウィルキンス Maurice Hugh Frederick Wilkins        | イギリス ニュージーランド                    | 核酸の分子構造および生体の情報伝達におけるその重要性の発見             |
| 1963年 |          | ジョン・C・エックルス John Carew Eccles                      | オーストラリア                               | 神経細胞膜の末梢および中枢部における興奮と抑制に関するイオン機構の発見 |
| 1963年 |          | アラン・ロイド・ホジキン Alan Lloyd Hodgkin                  | イギリス                                     | 神経細胞膜の末梢および中枢部における興奮と抑制に関するイオン機構の発見 |
| 1963年 |          | アンドリュー・フィールディング・ハクスリー Andrew Huxley     | イギリス                                     | 神経細胞膜の末梢および中枢部における興奮と抑制に関するイオン機構の発見 |
| 1964年 |          | コンラート・ブロッホ Konrad Emil Bloch                       | アメリカ合衆国 （ ドイツ出身）               | コレステロールおよび脂肪酸代謝の機構と調節に関する発見                 |
| 1964年 |          | フェオドル・リュネン Feodor Felix Konrad Lynen               | 西ドイツ                                     | コレステロールおよび脂肪酸代謝の機構と調節に関する発見                 |
| 1965年 |          | フランソワ・ジャコブ François Jacob                          | フランス                                     | 酵素およびウイルス合成の遺伝的制御に関する発見                         |
| 1965年 |          | アンドレ・ルウォフ André Michel Lwoff                        | フランス                                     | 酵素およびウイルス合成の遺伝的制御に関する発見                         |
| 1965年 |          | ジャック・モノー Jacques Monod                               | フランス                                     | 酵素およびウイルス合成の遺伝的制御に関する発見                         |
| 1966年 |          | ペイトン・ラウス Francis Peyton Rous                         | アメリカ合衆国                               | 腫瘍ウイルスの発見                                                     |
| 1966年 |          | チャールズ・ハギンズ Charles Brenton Huggins                 | アメリカ合衆国 （ カナダ出身）               | 前立腺がんのホルモン療法に関する発見                                   |
| 1967年 |          | ラグナー・グラニト Ragnar Granit                             | スウェーデン · （ フィンランド出身）         | 視覚の化学的、生理学的基礎過程に関する発見                             |
| 1967年 |          | ハルダン・ケファー・ハートライン Haldan Keffer Hartline      | アメリカ合衆国                               | 視覚の化学的、生理学的基礎過程に関する発見                             |
| 1967年 |          | ジョージ・ワルド George Wald                                 | アメリカ合衆国                               | 視覚の化学的、生理学的基礎過程に関する発見                             |
| 1968年 |          | ロバート・W・ホリー Robert W. Holley                         | アメリカ合衆国                               | 遺伝暗号とそのタンパク質合成における機能の解明                         |
| 1968年 |          | ハー・ゴビンド・コラナ Har Gobind Khorana                    | アメリカ合衆国 （ イギリス領インド帝国出身） | 遺伝暗号とそのタンパク質合成における機能の解明                         |
| 1968年 |          | マーシャル・ニーレンバーグ Marshall Warren Nirenberg         | アメリカ合衆国                               | 遺伝暗号とそのタンパク質合成における機能の解明                         |
| 1969年 |          | マックス・デルブリュック Max Delbrück                        | アメリカ合衆国 （ ドイツ出身）               | ウイルスの複製機構と遺伝的構造に関する発見                             |
| 1969年 |          | アルフレッド・ハーシー Alfred Hershey                        | アメリカ合衆国                               | ウイルスの複製機構と遺伝的構造に関する発見                             |
| 1969年 |          | サルバドール・エドワード・ルリア Salvador Luria              | アメリカ合衆国 （ イタリア出身）             | ウイルスの複製機構と遺伝的構造に関する発見                             |

### 1970年代
| 年度   | 受賞者名 | 受賞者名                                                    | 国籍                                     | 受賞理由                                                                       |
| ------ | -------- | ----------------------------------------------------------- | ---------------------------------------- | ------------------------------------------------------------------------------ |
| 1970年 |          | ベルンハルト・カッツ Bernard Katz                           | イギリス （ ドイツ出身）                 | 神経末梢部における液性伝達物質、およびその貯蔵、解離、不活化の機構に関する発見 |
| 1970年 |          | ウルフ・スファンテ・フォン・オイラー Ulf von Euler          | スウェーデン                             | 神経末梢部における液性伝達物質、およびその貯蔵、解離、不活化の機構に関する発見 |
| 1970年 |          | ジュリアス・アクセルロッド Julius Axelrod                   | アメリカ合衆国                           | 神経末梢部における液性伝達物質、およびその貯蔵、解離、不活化の機構に関する発見 |
| 1971年 |          | エール・サザランド Earl Wilbur Sutherland Jr.               | アメリカ合衆国                           | ホルモンの作用機作に関する発見                                                 |
| 1972年 |          | ジェラルド・モーリス・エデルマン Gerald Edelman             | アメリカ合衆国                           | 抗体の化学構造に関する発見                                                     |
| 1972年 |          | ロドニー・ロバート・ポーター Rodney Robert Porter           | イギリス                                 | 抗体の化学構造に関する発見                                                     |
| 1973年 |          | コンラート・ローレンツ Konrad Lorenz                        | オーストリア                             | 個体的および社会的行動様式の組織化と誘発に関する発見                           |
| 1973年 |          | カール・フォン・フリッシュ Karl von Frisch                  | ドイツ · （ オーストリア出身）           | 個体的および社会的行動様式の組織化と誘発に関する発見                           |
| 1973年 |          | ニコ・ティンバーゲン Nikolaas Tinbergen                     | イギリス （ オランダ出身）               | 個体的および社会的行動様式の組織化と誘発に関する発見                           |
| 1974年 |          | アルベルト・クラウデ Albert Claude                          | ベルギー                                 | 細胞の構造的機能的組織に関する発見                                             |
| 1974年 |          | クリスチャン・ド・デューブ Christian de Duve                | ベルギー （ イギリス出身）               | 細胞の構造的機能的組織に関する発見                                             |
| 1974年 |          | ジョージ・エミール・パラーデ George Emil Palade             | アメリカ合衆国 · （ ルーマニア出身）     | 細胞の構造的機能的組織に関する発見                                             |
| 1975年 |          | レナート・ドゥルベッコ Renato Dulbecco                      | アメリカ合衆国 （ イタリア出身）         | 腫瘍ウイルスと細胞内の遺伝物質との相互作用に関する発見                         |
| 1975年 |          | ハワード・マーティン・テミン Howard Martin Temin            | アメリカ合衆国                           | 腫瘍ウイルスと細胞内の遺伝物質との相互作用に関する発見                         |
| 1975年 |          | デビッド・ボルティモア David Baltimore                      | アメリカ合衆国                           | 腫瘍ウイルスと細胞内の遺伝物質との相互作用に関する発見                         |
| 1976年 |          | バルチ・ブランバーグ Baruch Samuel Blumberg                 | アメリカ合衆国                           | 感染症の起源および伝播の新たな機構に関する発見                                 |
| 1976年 |          | ダニエル・カールトン・ガジュセック Daniel Carleton Gajdusek | アメリカ合衆国                           | 感染症の起源および伝播の新たな機構に関する発見                                 |
| 1977年 |          | ロジェ・ギルマン Roger Guillemin                            | アメリカ合衆国 （ フランス出身）         | 脳のペプチドホルモン産生に関する発見                                           |
| 1977年 |          | アンドリュー・シャリー Andrew Schally                       | アメリカ合衆国 （ ポーランド出身）       | 脳のペプチドホルモン産生に関する発見                                           |
| 1977年 |          | ロサリン・ヤロー Rosalyn Sussman Yalow                      | アメリカ合衆国                           | ペプチドホルモンのラジオイムノアッセイ法の開発                                 |
| 1978年 |          | ダニエル・ネーサンズ Daniel Nathans                         | アメリカ合衆国                           | 制限酵素の発見と分子遺伝学への応用                                             |
| 1978年 |          | ハミルトン・スミス Hamilton O. Smith                        | アメリカ合衆国                           | 制限酵素の発見と分子遺伝学への応用                                             |
| 1978年 |          | ヴェルナー・アーバー Werner Arber                           | スイス                                   | 制限酵素の発見と分子遺伝学への応用                                             |
| 1979年 |          | ゴッドフリー・ハウンズフィールド Godfrey Hounsfield         | イギリス                                 | コンピュータ断層撮影の開発                                                     |
| 1979年 |          | アラン・コーマック Allan McLeod Cormack                     | アメリカ合衆国 （ 南アフリカ共和国出身） | コンピュータ断層撮影の開発                                                     |

### 1980年代
| 年度   | 受賞者名 | 受賞者名                                              | 国籍                           | 受賞理由                                                                                 |
| ------ | -------- | ----------------------------------------------------- | ------------------------------ | ---------------------------------------------------------------------------------------- |
| 1980年 |          | バルフ・ベナセラフ Baruj Benacerraf                   | アメリカ合衆国                 | 細胞表面において免疫反応を調節する、遺伝的に決定された構造に関する発見                   |
| 1980年 |          | ジャン・ドーセ Jean Dausset                           | フランス                       | 細胞表面において免疫反応を調節する、遺伝的に決定された構造に関する発見                   |
| 1980年 |          | ジョージ・スネル George Davis Snell                   | アメリカ合衆国                 | 細胞表面において免疫反応を調節する、遺伝的に決定された構造に関する発見                   |
| 1981年 |          | ロジャー・スペリー Roger Wolcott Sperry               | アメリカ合衆国                 | 大脳半球の機能分化に関する発見                                                           |
| 1981年 |          | デイヴィッド・ヒューベル David H. Hubel               | アメリカ合衆国 （ カナダ出身） | 視覚系における情報処理に関する発見                                                       |
| 1981年 |          | トルステン・ウィーセル Torsten Wiesel                 | スウェーデン                   | 視覚系における情報処理に関する発見                                                       |
| 1982年 |          | スネ・ベリストローム Sune Bergström                   | スウェーデン                   | プロスタグランジンおよびそれに関わる生物学的活性物質の発見                               |
| 1982年 |          | ベンクト・サミュエルソン Bengt I. Samuelsson          | スウェーデン                   | プロスタグランジンおよびそれに関わる生物学的活性物質の発見                               |
| 1982年 |          | ジョン・ベーン John Robert Vane                       | イギリス                       | プロスタグランジンおよびそれに関わる生物学的活性物質の発見                               |
| 1983年 |          | バーバラ・マクリントック Barbara McClintock           | アメリカ合衆国                 | 可動遺伝因子の発見                                                                       |
| 1984年 |          | ニールス・イェルネ Niels Kaj Jerne                    | デンマーク · （ イギリス出身） | 免疫系の発達と制御における選択性に関する諸理論、およびモノクローナル抗体の作成原理の発見 |
| 1984年 |          | ジョルジュ・J・F・ケーラー Georges J. F. Köhler       | ドイツ                         | 免疫系の発達と制御における選択性に関する諸理論、およびモノクローナル抗体の作成原理の発見 |
| 1984年 |          | セーサル・ミルスタイン César Milstein                 | アルゼンチン イギリス          | 免疫系の発達と制御における選択性に関する諸理論、およびモノクローナル抗体の作成原理の発見 |
| 1985年 |          | マイケル・ブラウン Michael Stuart Brown               | アメリカ合衆国                 | コレステロール代謝の調節に関する発見                                                     |
| 1985年 |          | ヨセフ・ゴールドスタイン Joseph L. Goldstein          | アメリカ合衆国                 | コレステロール代謝の調節に関する発見                                                     |
| 1986年 |          | リータ・レーヴィ＝モンタルチーニ Rita Levi-Montalcini | イタリア アメリカ合衆国        | 成長因子の発見                                                                           |
| 1986年 |          | スタンリー・コーエン Stanley Cohen                    | アメリカ合衆国                 | 成長因子の発見                                                                           |
| 1987年 |          | 利根川進 Susumu Tonegawa                              | 日本                           | 抗体の多様性に関する遺伝的原理の発見                                                     |
| 1988年 |          | ジェームス・ブラック James W. Black                   | イギリス                       | 薬物療法における重要な原理の発見                                                         |
| 1988年 |          | ガートルード・エリオン Gertrude B. Elion              | アメリカ合衆国                 | 薬物療法における重要な原理の発見                                                         |
| 1988年 |          | ジョージ・ヒッチングス George H. Hitchings            | アメリカ合衆国                 | 薬物療法における重要な原理の発見                                                         |
| 1989年 |          | J・マイケル・ビショップ J. Michael Bishop             | アメリカ合衆国                 | レトロウイルスのがん遺伝子が細胞起源であることの発見                                     |
| 1989年 |          | ハロルド・ヴァーマス Harold E. Varmus                 | アメリカ合衆国                 | レトロウイルスのがん遺伝子が細胞起源であることの発見                                     |

### 1990年代
| 年度   | 受賞者名 | 受賞者名                                                                 | 国籍                  | 受賞理由                                                             |
| ------ | -------- | ------------------------------------------------------------------------ | --------------------- | -------------------------------------------------------------------- |
| 1990年 |          | ヨセフ・マレー Joseph E. Murray                                          | アメリカ合衆国        | ヒトの疾患治療における臓器および細胞移植に関する発見                 |
| 1990年 |          | エドワード・ドナル・トーマス E. Donnall Thomas                           | アメリカ合衆国        | ヒトの疾患治療における臓器および細胞移植に関する発見                 |
| 1991年 |          | エルヴィン・ネーアー Erwin Neher                                         | ドイツ                | 細胞における単独のイオンチャネルの機能に関する発見                   |
| 1991年 |          | ベルト・ザクマン Bert Sakmann                                            | ドイツ                | 細胞における単独のイオンチャネルの機能に関する発見                   |
| 1992年 |          | エドモンド・フィッシャー Edmond H. Fischer                               | スイス アメリカ合衆国 | 生体制御機構としての可逆的タンパク質リン酸化の発見                   |
| 1992年 |          | エドヴィン・クレープス Edwin G. Krebs                                    | アメリカ合衆国        | 生体制御機構としての可逆的タンパク質リン酸化の発見                   |
| 1993年 |          | リチャード・ロバーツ Richard J. Roberts                                  | イギリス              | 分断された遺伝子の発見                                               |
| 1993年 |          | フィリップ・シャープ Phillip Allen Sharp                                 | アメリカ合衆国        | 分断された遺伝子の発見                                               |
| 1994年 |          | アルフレッド・ギルマン Alfred G. Gilman                                  | アメリカ合衆国        | Gタンパク質およびそれらの細胞内情報伝達における役割の発見            |
| 1994年 |          | マーティン・ロッドベル Martin Rodbell                                    | アメリカ合衆国        | Gタンパク質およびそれらの細胞内情報伝達における役割の発見            |
| 1995年 |          | エドワード・ルイス Edward B. Lewis                                       | アメリカ合衆国        | 初期胚発生における遺伝的制御に関する発見                             |
| 1995年 |          | クリスティアーネ・ニュスライン＝フォルハルト Christiane Nüsslein-Volhard | ドイツ                | 初期胚発生における遺伝的制御に関する発見                             |
| 1995年 |          | エリック・ヴィーシャウス Eric F. Wieschaus                               | アメリカ合衆国        | 初期胚発生における遺伝的制御に関する発見                             |
| 1996年 |          | ピーター・ドハーティー Peter C. Doherty                                  | オーストラリア        | 細胞性免疫防御の特異性に関する研究                                   |
| 1996年 |          | ロルフ・ツィンカーナーゲル Rolf M. Zinkernagel                           | スイス                | 細胞性免疫防御の特異性に関する研究                                   |
| 1997年 |          | スタンリー・B・プルシナー Stanley B. Prusiner                            | アメリカ合衆国        | プリオン - 感染症の新たな生物学的原理 - の発見                       |
| 1998年 |          | ロバート・ファーチゴット Robert F. Furchgott                             | アメリカ合衆国        | 循環器系における情報伝達物質としての一酸化窒素に関する発見           |
| 1998年 |          | ルイ・イグナロ Louis J. Ignarro                                          | アメリカ合衆国        | 循環器系における情報伝達物質としての一酸化窒素に関する発見           |
| 1998年 |          | フェリド・ムラド Ferid Murad                                             | アメリカ合衆国        | 循環器系における情報伝達物質としての一酸化窒素に関する発見           |
| 1999年 |          | ギュンター・ブローベル Günter Blobel                                     | アメリカ合衆国        | タンパク質が細胞内での輸送と局在化を司る信号を内在していることの発見 |

### 2000年代
| 年度   | 受賞者名 | 受賞者名                                              | 国籍                             | 受賞理由                                                               |
| ------ | -------- | ----------------------------------------------------- | -------------------------------- | ---------------------------------------------------------------------- |
| 2000年 |          | アービド・カールソン Arvid Carlsson                   | スウェーデン                     | 神経系における情報伝達に関する発見                                     |
| 2000年 |          | ポール・グリーンガード Paul Greengard                 | アメリカ合衆国                   | 神経系における情報伝達に関する発見                                     |
| 2000年 |          | エリック・カンデル Eric R. Kandel                     | アメリカ合衆国                   | 神経系における情報伝達に関する発見                                     |
| 2001年 |          | リーランド・ハートウェル Leland H. Hartwell           | アメリカ合衆国                   | 細胞周期における主要な制御因子の発見                                   |
| 2001年 |          | ティム・ハント Tim Hunt                               | イギリス                         | 細胞周期における主要な制御因子の発見                                   |
| 2001年 |          | ポール・ナース Paul M. Nurse                          | イギリス                         | 細胞周期における主要な制御因子の発見                                   |
| 2002年 |          | シドニー・ブレナー Sydney Brenner                     | イギリス                         | 器官発生とプログラム細胞死の遺伝制御に関する発見                       |
| 2002年 |          | ロバート・ホロビッツ H. Robert Horvitz                | アメリカ合衆国                   | 器官発生とプログラム細胞死の遺伝制御に関する発見                       |
| 2002年 |          | ジョン・サルストン John E. Sulston                    | イギリス                         | 器官発生とプログラム細胞死の遺伝制御に関する発見                       |
| 2003年 |          | ポール・ラウターバー Paul Lauterbur                   | アメリカ合衆国                   | 核磁気共鳴画像法に関する発見                                           |
| 2003年 |          | ピーター・マンスフィールド Peter Mansfield            | イギリス                         | 核磁気共鳴画像法に関する発見                                           |
| 2004年 |          | リチャード・アクセル Richard Axel                     | アメリカ合衆国                   | 嗅覚受容体および嗅覚系組織の発見                                       |
| 2004年 |          | リンダ・バック Linda B. Buck                          | アメリカ合衆国                   | 嗅覚受容体および嗅覚系組織の発見                                       |
| 2005年 |          | バリー・マーシャル Barry Marshall                     | オーストラリア                   | ヘリコバクター・ピロリおよびその胃炎や胃潰瘍における役割の発見         |
| 2005年 |          | ロビン・ウォレン Robin Warren                         | オーストラリア                   | ヘリコバクター・ピロリおよびその胃炎や胃潰瘍における役割の発見         |
| 2006年 |          | アンドリュー・ファイアー Andrew Fire                  | アメリカ合衆国                   | RNA干渉-二重鎖RNAによる遺伝子サイレンシング-の発見                     |
| 2006年 |          | クレイグ・メロー Craig Mello                          | アメリカ合衆国                   | RNA干渉-二重鎖RNAによる遺伝子サイレンシング-の発見                     |
| 2007年 |          | マリオ・カペッキ Mario Capecchi                       | アメリカ合衆国                   | 胚性幹細胞を用いての、マウスへの特異的な遺伝子改変の導入のための諸発見 |
| 2007年 |          | マーティン・エヴァンズ Martin Evans                   | イギリス                         | 胚性幹細胞を用いての、マウスへの特異的な遺伝子改変の導入のための諸発見 |
| 2007年 |          | オリヴァー・スミティーズ Oliver Smithies              | アメリカ合衆国                   | 胚性幹細胞を用いての、マウスへの特異的な遺伝子改変の導入のための諸発見 |
| 2008年 |          | ハラルド・ツア・ハウゼン Harald zur Hausen            | ドイツ                           | 子宮頸癌を引き起こすヒトパピローマウイルスの発見                       |
| 2008年 |          | フランソワーズ・バレ＝シヌシ Françoise Barré-Sinoussi | フランス                         | ヒト免疫不全ウイルスの発見                                             |
| 2008年 |          | リュック・モンタニエ Luc Montagnier                   | フランス                         | ヒト免疫不全ウイルスの発見                                             |
| 2009年 |          | エリザベス・H・ブラックバーン Elizabeth H. Blackburn  | アメリカ合衆国 オーストラリア    | テロメアとテロメラーゼ酵素が染色体を保護する機序の発見                 |
| 2009年 |          | キャロル・W・グライダー Carol W. Greider              | アメリカ合衆国                   | テロメアとテロメラーゼ酵素が染色体を保護する機序の発見                 |
| 2009年 |          | ジャック・W・ショスタク Jack W. Szostak               | アメリカ合衆国 （ イギリス出身） | テロメアとテロメラーゼ酵素が染色体を保護する機序の発見                 |

### 2010年代
| 年度   | 受賞者名 | 受賞者名                                      | 国籍                             | 受賞理由                                                                               |
| ------ | -------- | --------------------------------------------- | -------------------------------- | -------------------------------------------------------------------------------------- |
| 2010年 |          | ロバート・G・エドワーズ Robert G. Edwards     | イギリス                         | 体外受精技術の開発                                                                     |
| 2011年 |          | ブルース・ボイトラー Bruce Beutler            | アメリカ合衆国                   | 自然免疫の活性化に関する発見                                                           |
| 2011年 |          | ジュール・ホフマン Jules A. Hoffmann          | フランス （ ルクセンブルク出身） | 自然免疫の活性化に関する発見                                                           |
| 2011年 |          | ラルフ・スタインマン Ralph M. Steinman        | カナダ                           | 樹状細胞と、獲得免疫におけるその役割の発見                                             |
| 2012年 |          | ジョン・ガードン John Gurdon                  | イギリス                         | 成熟した細胞に対してリプログラミングにより多能性（分化万能性）を持たせられることの発見 |
| 2012年 |          | 山中伸弥 Shinya Yamanaka                      | 日本                             | 成熟した細胞に対してリプログラミングにより多能性（分化万能性）を持たせられることの発見 |
| 2013年 |          | ランディ・シェクマン Randy Schekman           | アメリカ合衆国                   | 細胞内で生成されたタンパク質を細胞核などの目的の場所まで運ぶ仕組み（小胞輸送）の解明   |
| 2013年 |          | ジェームズ・ロスマン James Rothman            | アメリカ合衆国                   | 細胞内で生成されたタンパク質を細胞核などの目的の場所まで運ぶ仕組み（小胞輸送）の解明   |
| 2013年 |          | トーマス・スードフ Thomas C. Südhof           | アメリカ合衆国 （ ドイツ出身）   | 細胞内で生成されたタンパク質を細胞核などの目的の場所まで運ぶ仕組み（小胞輸送）の解明   |
| 2014年 |          | ジョン・オキーフ John O'Keefe                 | アメリカ合衆国 イギリス          | 脳内の空間認知システムを構成する細胞の発見                                             |
| 2014年 |          | マイブリット・モーセル May-Britt Moser        | ノルウェー                       | 脳内の空間認知システムを構成する細胞の発見                                             |
| 2014年 |          | エドバルド・モーセル Edvard I. Moser          | ノルウェー                       | 脳内の空間認知システムを構成する細胞の発見                                             |
| 2015年 |          | ウィリアム・C・キャンベル William C. Campbell | アイルランド アメリカ合衆国      | 線虫の寄生によって引き起こされる感染症に対する新たな治療法に関する発見                 |
| 2015年 |          | 大村智 Satoshi Ōmura                          | 日本                             | 線虫の寄生によって引き起こされる感染症に対する新たな治療法に関する発見                 |
| 2015年 |          | 屠呦呦 Tu Youyou                              | 中国                             | マラリアに対する新たな治療法に関する発見                                               |
| 2016年 |          | 大隅良典 Yoshinori Ohsumi                     | 日本                             | オートファジーの仕組みの解明                                                           |
| 2017年 |          | ジェフリー・ホール Jeffrey C. Hall            | アメリカ合衆国                   | 概日リズムを制御する分子メカニズムの発見                                               |
| 2017年 |          | マイケル・ロスバッシュ Michael Rosbash        | アメリカ合衆国                   | 概日リズムを制御する分子メカニズムの発見                                               |
| 2017年 |          | マイケル・ヤング Michael W. Young             | アメリカ合衆国                   | 概日リズムを制御する分子メカニズムの発見                                               |
| 2018年 |          | ジェームズ・P・アリソン James P. Allison      | アメリカ合衆国                   | 免疫チェックポイント阻害因子の発見とがん治療への応用                                   |
| 2018年 |          | 本庶佑 Tasuku Honjo                           | 日本                             | 免疫チェックポイント阻害因子の発見とがん治療への応用                                   |
| 2019年 |          | ウィリアム・ケリン William Kaelin Jr.         | アメリカ合衆国                   | 細胞による酸素量の感知とその適応機序の解明                                             |
| 2019年 |          | ピーター・ラトクリフ Peter J. Ratcliffe       | イギリス                         | 細胞による酸素量の感知とその適応機序の解明                                             |
| 2019年 |          | グレッグ・セメンザ Gregg L. Semenza           | アメリカ合衆国                   | 細胞による酸素量の感知とその適応機序の解明                                             |

### 2020年代
| 年度   | 受賞者名 | 受賞者名                                   | 国籍                             | 受賞理由                                                                                               |
| ------ | -------- | ------------------------------------------ | -------------------------------- | --- |
| 2020年 |          | ハーベイ・オルター Harvey J. Alter         | アメリカ合衆国                   | C型肝炎ウイルスの発見                                                                                  |
| 2020年 |          | マイケル・ホートン Michael Houghton        | イギリス                         | C型肝炎ウイルスの発見                                                                                  |
| 2020年 |          | チャールズ・ライス Charles M. Rice         | アメリカ合衆国                   | C型肝炎ウイルスの発見                                                                                  |
| 2021年 |          | デヴィッド・ジュリアス David Julius        | アメリカ合衆国                   | 温感と触覚の受容体の発見                                                                               |
| 2021年 |          | アーデム・パタプティアン Ardem Patapoutian | アメリカ合衆国 （ レバノン出身） | 温感と触覚の受容体の発見                                                                               |
| 2022年 |          | スバンテ・ペーボ Svante Pääbo              | スウェーデン                     | 絶滅したヒト族のゲノムと人類の進化に関する発見                                                         |
| 2023年 |          | カリコー・カタリン Katalin Karikó          | ハンガリー · アメリカ合衆国      | 新型コロナウイルス感染症に対する効果的なmRNAワクチンの開発を可能にしたヌクレオシド塩基修飾に関する発見 |
| 2023年 |          | ドリュー・ワイスマン Drew Weissman         | アメリカ合衆国                   | 新型コロナウイルス感染症に対する効果的なmRNAワクチンの開発を可能にしたヌクレオシド塩基修飾に関する発見 |
| 2024年 |          | ヴィクター・アンブロス Victor Ambros       | アメリカ合衆国                   | miRNAと転写後の遺伝子発現の調節におけるその役割の発見                                                  |
| 2024年 |          | ゲイリー・ラヴカン Gary Ruvkun             | アメリカ合衆国                   | miRNAと転写後の遺伝子発現の調節におけるその役割の発見                                                  |